# DLGAP4
DLGAP4‏ (DLG associated protein 4) هوَ بروتين يُشَفر بواسطة جين DLGAP4 في الإنسان.